# 塞拉 (安哥拉)
11°21′30″S 15°07′10″E / 11.35833°S 15.11944°E

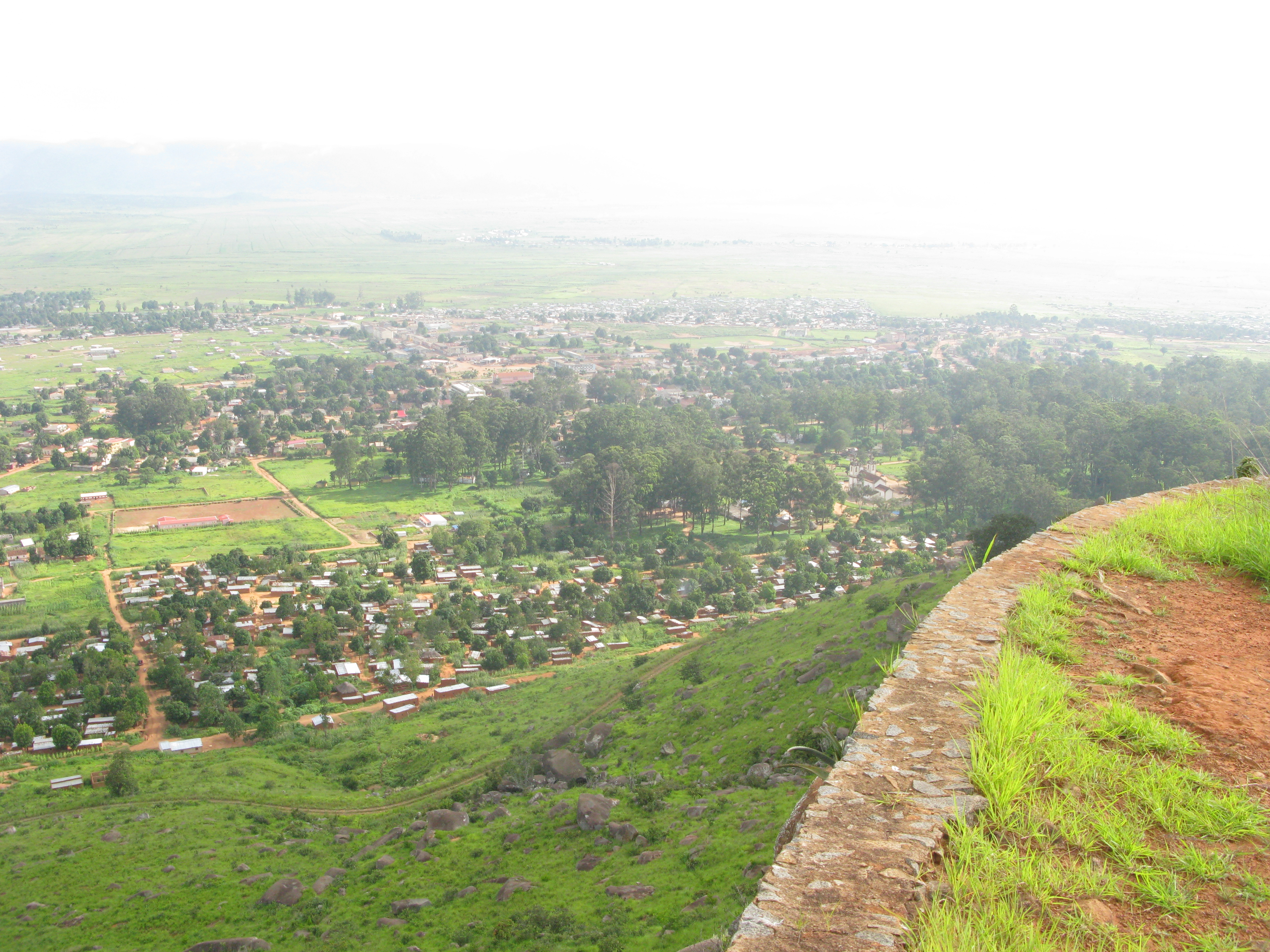
塞拉

塞拉（葡萄牙語：Cela），是安哥拉的城鎮，位於該國西部，由南廣薩省負責管轄，南鄰卡松蓋，面積5,525平方公里，2014年該城鎮人口218,505，人口密度每平方公里27人。